# イヌリナーゼ
イヌリナーゼ(Inulinase、EC 3.2.1.7)は、イヌリンの(2->1)-β-D-フルクトシド結合をエンド型で加水分解する酵素である。
この酵素は、加水分解酵素に分類され、特にグリコシル化合物に作用する。系統名は、1-β-D-フルクタン フルクタノヒドロラーゼ(1-beta-D-fructan fructanohydrolase)である。